# Motama
Motama là một chi bướm đêm thuộc họ Erebidae.